# Războieni (gmina)
Războieni – gmina w Rumunii, w okręgu Neamț. Obejmuje miejscowości Borșeni, Războienii de Jos, Războieni, Valea Albă i Valea Mare. W 2011 roku liczyła 2272 mieszkańców.